# Gavriil Kachalin
Gavriil Dmitrievich Kachalin - em russo, Гавриил Дмитриевич Качалин (Moscou, 17 de janeiro de 1911 — Moscou, 23 de maio de 1995) - foi um futebolista e posteriormente técnico de futebol russo, famoso como treinador da União Soviética.
Nascido no final do Império Russo, debutou no futebol já com 25 anos, no Dínamo Moscou. Foi três vezes campeão soviético no Dínamo, o único clube que defenderia, parando de jogar em 1942.

## Carreira

### O primeiro título da URSS
Após a Segunda Guerra Mundial, iniciou a carreira de técnico, no Trudovye Rezervy Moscou. Passou  três anos nesta equipe e os outros três seguintes no Lokomotiv Moscou até que, em 1955, assumiu o cargo de treinador da Seleção Soviética. Com Kachalin no comando, os vermelhos conquistariam seu primeiro título no futebol, a medalha de ouro nas Olimpíadas de 1956, com as estrelas Lev Yashin, Igor Netto, Eduard Streltsov, Valentin Ivanov e Mkrtych Simonyan.

### As duas primeiras Copas
A URSS passaria a disputar vaga em Copas do Mundo a partir das Eliminatórias para a Copa da Suécia. Foi a primeira equipe a encarar pela primeira vez Pelé e Garrincha juntos na Seleção Brasileira, perdendo por 2 x 0. A derrota para o Brasil fez os soviéticos terem de disputar a vaga na segunda fase em um jogo-desempate contra os temidos ingleses, e venceram por 1 x 0. Entretanto, seriam eliminados em seguida, nas quartas-de-final, contra os anfitriões suecos.
Kachalin, que afastara-se da Seleção após a Copa, voltaria em 1960 para treinar a União Soviética rumo ao título da primeira Eurocopa, naquele ano. Deixaria o cargo novamente após uma Copa, desta vez a de 1962, após nova derrota nas quartas-de-final para o anfitrião (agora, o Chile).

### Dínamo Tbilisi
Em 1963, foi à RSS do Uzbequistão treinar o Paxtakor Tashkent. No ano seguinte, viria aquela que seria a sua única conquista como técnico de um clube, mas uma façanha: levou o Dínamo Tbilisi à conquista do campeonato soviético, na primeira vez em que uma equipe da RSS da Geórgia fora campeão da Liga Nacional. A conquista permitiu a uma boa geração de georgianos daquele time a terem lugar na Seleção da URSS, como Murtaz Khurtsilava, Giorgi Sichinava, Slava Met'reveli e K'akhi Asatiani, dentre outros.

### Voltando a treinar a URSS
1966 foi um ano em que treinou Dínamo, a Seleção olímpica da URSS e, novamente o Paxtakor Tashkent. Voltaria ao cargo de técnico da seleção principal da União Soviética em 1968, após a Eurocopa daquele ano. Levou o selecionado à Copa do Mundo de 1970. Novamente, os soviéticos seriam eliminados nas quartas-de-final, dramaticamente a quatro minutos do fim da prorrogação contra o Uruguai (gol de Víctor Espárrago), que se classificou para enfrentar o Brasil nas semifinais. 

### Fim de carreira
Kachalin voltou a treinar apenas clubes no ano seguinte. Foi três vezes consecutivamente terceiro colocado na Liga Soviética: em 1971 e 1972 pelo Dínamo Tblisi, e em 1973 pelo Dínamo Moscou. Parou de treinar equipes em 1975, em sua terceira passagem no Paxtakor Tashkent. 

#### Falecimento
Morreu em 1995, já como cidadão da Rússia pós-URSS. Está sepultado no Cemitério Vostryakovo.